# Āghcheh Qeshlāq
Āghcheh Qeshlāq (persiska: آغچه قشلاق, آقجِه قِشلاق, آقجا قِشلاق) är en ort i Iran.   Den ligger i provinsen Qazvin, i den nordvästra delen av landet, 200 km nordväst om huvudstaden Teheran. Āghcheh Qeshlāq ligger 967 meter över havet och antalet invånare är 115.
Terrängen runt Āghcheh Qeshlāq är huvudsakligen kuperad, men västerut är den bergig. Runt Āghcheh Qeshlāq är det ganska glesbefolkat, med 29 invånare per kvadratkilometer. Närmaste större samhälle är Lowshān, 14,5 km nordost om Āghcheh Qeshlāq. Trakten runt Āghcheh Qeshlāq består i huvudsak av gräsmarker.